# Quercus fimbriata
Quercus fimbriata — вид рослин з родини букових (Fagaceae), ендемік Китаю.

## Середовище проживання
Ендемік південно-центрального Китаю — Сичуань, Юньнань.